# Пашковы
Пашко́вы (польск. Paszkiewicz) — древний дворянский род.
При подаче документов (02 февраля 1686) для внесения рода в Бархатную книгу, была предоставлена родословная роспись Пашковых и наказ Сибирского приказа енисейскому воеводе Афанасию Филипповичу (Истомину) Пашкову, посланному в новую Даурскую землю (Забайкалье) для её освоения и основания в ней Нерчинского и других острогов (1655).
Род внесён в VI часть родословной книги Московской губернии.

## Происхождение и история рода
Фамилия Пашкевич или Паскевич (Paszkiewicz) происхождения литовского. Яков и Станислав Пашкевичи литовские помещики, Пашкевич подстароста ковенский (1622).
Согласно официальному родословию, Пашковы являются ветвью шляхетского семейства Пашкевичей. На шляхетском гербе Пашкевичей, Радване, изображена руническая фигура, условно определяющаяся как «хоругвь с копейным наконечником», или как «постамент для полкового значка». На гербе Пашковых этот знак заменён изображением настоящей церковной хоругви, висящей на копье.
Род Пашковых происходит, по сказаниям старинных родословцев, от Григория Пашкевича, выехавшего из Польши в Россию при Иоанне Грозном.  Сын его, сын боярский Иван Пашков написан в Боярской книге с поместным окладом (1604). Дети Григория Пашкевича писались уже Пашковыми. Один из его внуков, Филипп Иванович (1583—1607), по прозванию Истома, боярский сын, сотник венёвский, сторонник Лжедимитрия, был взят в плен под Москвой (1606), потом служил царю Василию Шуйскому и отличился в битве на Пчельне (1607).
Существует ещё другой дворянский род Пашковых, предок которого Иван Терентьевич за московское осадное сидение при царе Василии Шуйском, пожалован вотчиной (1613). Из этого рода происходит Варвара Матвеевна Пашкова, бывшая замужем за действительным тайным советником Василием Сергеевичем Ланским.

## Описание герба
В Гербовнике Анисима Титовича Князева 1785 года имеется печать с гербом гвардии капитан-поручика Петра Егоровича Пашкова (1721-1790): в щите, имеющем овальную форму,  в серебряном поле, переходящем вверху в красный цвет, изображены коричневые два полумесяца, рогами обращённые наружу, и между ними коричневое же копьё остриём вверх. Щит увенчан дворянским коронованным шлемом, обращённым в левую сторону. Нашлемник: пять страусовых перьев. Намёт и клейнод отсутствует. Вокруг щита изображены знамёна, пушки, ядра, сабли, трубы, барабаны.

## Известные представители
Афанасий Филиппович († 1664), воевода на Мезени, в Енисейске, послан в новую Даурскую землю искать пашенные места и ставить остроги. Поставил Иркутский и Балаганский остроги, на озере Байкал поставил Нерчинский острог (1658), на Амуре — Албазинский острог.
- Его сын, Еремей Афанасьевич Пашков — стольник и воевода.
  - Иван Еремеевич Большой — стольник.
    - Егор Иванович (1684—1736), был денщиком Петра Великого, впоследствии губернатором в Астрахани (1735) и членом военной коллегии.
      - Пётр Егорович (1726—1790) выстроил напротив Боровицкого холма Дом Пашкова. Своим наследником назначил троюродного брата Александра Ильича (см. ниже).

  - Иван Еремеевич Меньшой — прапорщик, участник военных походов в Крыму в 1689 г.
    - Илья Иванович — полковник Стародубский[6].
      - Александр Ильич (1734—1809) — женился на одной из наследниц мясниковских миллионов и начал строить на Моховой «второй дом Пашкова», позднее переделанный в новое здание Московского университета.
        - Василий Александрович (1764—1838) — генерал-майор, обер-егермейстер.
          - Александр Васильевич (1792—1868) — генерал-майор, командир 1-й гусарской дивизии.
            - Екатерина Александровна (1830—1899), фрейлина, жена генерала А. Е. Тимашева.
            - Василий Александрович-мл. (1831—1902) — полковник в отставке, лидер движения евангельских христиан («пашковцев»).
            - Ольга Александровна (1835—1928), фрейлина, замужем за А. И. Мусиным-Пушкиным (1827—1903); эмигрировала с дочерьми во Францию.

          - Евдокия Васильевна (1796—1868) — статс-дама; жена графа В. В. Левашова (1783—1848), мать Николая и Владимира Левашовых.
          - Михаил Васильевич (1802—1863) — князь, генерал-лейтенант, управляющий Департаментом Внешней Торговли, инспектор пограничной стражи и член Совета Государственного коннозаводства.

        - Иван Александрович (1758—1828)— отставной подполковник[7].
          - Мария Ивановна (19.11.1790[8]—1862) — замужем за Александром Александровичем Хвостовым (1788—1855).
          - Андрей Иванович (1792—1850) — генерал-майор, участник Отечественной войны 1812 года, eгермейстер, певец-любитель.
          - Егор Иванович-мл. (1795—1862) — генерал-майор, действительный член Императорского Московского Общества сельского хозяйства.
          - Николай Иванович (1800—1873) — надворный советник, певец-любитель и музыкант[9].

- Пашков Афанасий Истомин — московский дворянин (1636—1658).
- Пашков Фёдор Истомин — московский дворянин (1636—1640).
- Пашков Давыд Фёдорович — московский дворянин (1658).
- Пашков Еремей Афанасьевич — стольник (1658—1686).
- Пашков Кондратий Фёдорович — московский дворянин (1660—1668).
- Пашков Иван Еремеевич — стольник (1671—1676).
- Пашковы: Иван Григорьевич, Семён, Леонтий и Елисей Еремеевичи — стряпчие (1676—1692).
- Пашков Еремей Давыдович — стряпчий (1677), стольник (1686—1692).
- Пашков Владимир Епифанович — московский дворянин (1682).
- Пашков Михаил Еремеевич — стольник царицы Прасковьи Фёдоровны (1686), стольник (1687—1692).
- Пашковы: Семён, Лев, Иван большой и Иван меньшой Еремеевичи — стольники (1686—1692)[10].